# 陈氏寄居蟹属
陈氏寄居蟹属（学名：Chanopagurus），也称作张口寄居蟹属，为寄居蟹科的一个属。

## 下属物种
本属包括以下物种：
- 奇異陳氏寄居蟹 Chanopagurus atopos Lemaitre, 2003，奇异张口寄居蟹